# 宜里镇
宜里镇，是中华人民共和国内蒙古自治区呼伦贝尔市鄂倫春自治旗下辖的一个乡镇级行政单位。

## 行政区划
宜里镇下辖以下地区：
宜兴社区、奎勒河村、小库莫村、大库莫村、库维地村、二根河村、都柿沟村、马鞍山村、卧北村、青松沟村、乃木河村、小二红村、渔场村、诺敏河村、团结村、十六栋房村、龙头村、卡日楚村、岭南村、扎西村、东升村和卧罗河村。